# Martina Valcepina
Martina Valcepina (Sondalo, 4 de junio de 1992) es una patinadora de velocidad sobre pista corta italiana.

## Carrera
Compitió en los Juegos Olímpicos de Invierno de 2010 en Vancouver (Canadá), junto con el equipo italiano en el evento de relevo de 3000 metros femenino, terminando en sexto lugar en la tabla de posiciones general. También compitió en los 500 metros, finalizando en 31° lugar.
Ganó una medalla de bronce en el campeonato del mundo de patinaje de velocidad de pista corta en 2010, y dos medallas de oro en el campeonato mundial juvenil.
En los Juegos Olímpicos de Invierno de 2014 en Sochi (Rusia), obtuvo una medalla de bronce en el evento de relevo de 3000 metros femenino, junto a Arianna Fontana, Lucia Peretti y Elena Viviani.
En los Juegos Olímpicos de Invierno de 2018, celebrados en Pieonchang (Corea del Sur), ganó la medalla de plata en el evento de relevo de 3000 metros femenino junto con Arianna Fontana, Lucia Peretti y Cecilia Maffei.